# Cairo (Nebraska)
Cairo és una població dels Estats Units a l'estat de Nebraska. Segons el cens del 2000 tenia 790 habitants.

## Demografia
Segons el cens del 2000, Cairo tenia 790 habitants, 295 habitatges, i 218 famílies. La densitat de població era de 564,9 habitants per km².
Dels 295 habitatges en un 40% hi vivien nens de menys de 18 anys, en un 64,7% hi vivien parelles casades, en un 7,1% dones solteres, i en un 26,1% no eren unitats familiars. En el 22,7% dels habitatges hi vivien persones soles el 14,2% de les quals corresponia a persones de 65 anys o més que vivien soles. El nombre mitjà de persones vivint en cada habitatge era de 2,68 i el nombre mitjà de persones que vivien en cada família era de 3,14.
Per edats la població es repartia de la següent manera: un 30% tenia menys de 18 anys, un 8,6% entre 18 i 24, un 26,7% entre 25 i 44, un 20,4% de 45 a 60 i un 14,3% 65 anys o més.
L'edat mediana era de 36 anys. Per cada 100 dones de 18 o més anys hi havia 88,7 homes.
La renda mediana per habitatge era de 35.500 $ i la renda mediana per família de 43.854 $. Els homes tenien una renda mediana de 27.400 $ mentre que les dones 19.792 $. La renda per capita de la població era de 15.938 $. Aproximadament el 8,5% de les famílies i el 10,8% de la població estaven per davall del llindar de pobresa.

## Poblacions més properes
El següent diagrama mostra les poblacions més properes.